# Haarakkerstraat
De Haarakkerstraat is een straat in Brugge.

## Beschrijving
Haar betekent: mager, hoogopschietend gras dat in zandgrond groeit. Een haarakker is dus onvruchtbare zandgrond, begroeid met grasstoppels.
Zo een akker bevond zich in het noorden van de stad, dicht bij de Dampoort. Vermeldingen:
- 1400: ten Haerackere;
- in 1507: een huus, gheheeten Den Haerackere, staende ende ligghende ten Haerpleyne up Stuyvenberch. Haarplein was synoniem van Haarakker.

Door de partij land die men haarakker noemde, liep een straat: de Haarakkerstraat. Later was de landerij er niet meer, maar bleef de straat. Ze loopt van de Peterseliestraat naar de Potterierei.